# Nicolaus Knutzen Teting
Nicolaus Knutzen Teting (* 1593/94 in Husum; † zwischen 1636 und 1642) war ein Arzt und Laientheologe.

## Leben
Es ist nicht dokumentiert, wer Tetings Eltern waren. Aufgrund des Patronyms Knutzen ist davon auszugehen, dass sein Vater Knut Teting hieß. Er ist möglicherweise mit dem „Knut Teting auf der Neustadt“ identisch, den Sammlung einiger Husumischer Nachrichten von 1750 für 1594 nennt. Dieser Name wird auch im Husumer Urkundenbuch von 1602 erwähnt. Von Tetings Mutter weiß man, dass sie mindestens bis 1624 lebte. Er hatte einen Bruder namens Titus Knutzen († 1629), der als Diakon auf Pellworm tätig war.
Tetings Werdegang ist nur lückenhaft bekannt. 1614 schrieb er sich im Alter von 21 Jahren mit dem latinisierten Namen „Nicolaus Titi“ an der Universität Leiden ein und studierte Medizin und Chemie. Anschließend arbeitete er als niedergelassener Arzt in Flensburg. Hier heiratete er eine Frau unbekannten Namens und erwarb mit der Eheschließung das Bürgerrecht. Gemeinsam mit Hartwig Lohmann studierte er während diese Zeit Schriften von Johannes Tauler, Johann Arndt und höchstwahrscheinlich Valentin Weigel.
Anfang 1622 predigte der Diakon der Flensburger Marienkirche, Habacuc Meyer, gegen Valentin Weigel. Teting und Lohmann sahen dies als persönliche Beleidigung an. Um sich zu rechtfertigen, legten sie dem Propst Friedrich Dame ein schriftliches Glaubensbekenntnis vor. Wahrscheinlich bereits zuvor hatten Zweifel an der Rechtgläubigkeit der beiden bestanden. Mit ihrem Bekenntnis gaben sie Anlass für neue Zweifel. Der Amtmann rief Teting und Lohmann daher wenig später zu einer Disputation auf der Duburg.
Teting und Lohmann stellten sich dem Gespräch. Dabei gab Teting an, dass Christus nicht wirklich Mensch geworden sei, sondern dies nur scheinbar vollzogen habe. Aufgrund dieser besonders inkriminierten These verließen beide Flensburg wenig später im Frühsommer 1622. Teting zog nach Hattstedt, Lohmann in das Amt Husum, wo er offensichtlich schnell Gleichgesinnte fand.
In Husum lernte Teting die wohlhabende Witwe Anna Ovena Hoyer kennen. Sie entwickelte sich schnell zu Tetings treuer einflussreicher Anhängerin. Der Arzt zog daher 1623 auf deren Herrenhaus Hoyerswort. Während eines religiösen Gesprächs mit dem Eiderstedter Propst Nicolaus Wedovius zeigte Teting deutliche Tendenzen zum Chiliasmus. Da seine übrigen Ansichten als korrekt galten, griff die Obrigkeit trotz heftiger Proteste von Oldensworter Pastoren nicht ein.
1624 zog Teting nach Husum und geriet hier in immer größere Konflikte mit örtlichen Geistlichen, besonders dem Hauptpastor Petrus Danckwerth. Herzog Friedrich III. verbannte Teting und Lohmann daraufhin im September 1624 aus dem Herzogtum. Sie zogen nach Schwabstedt und lebten dort nur zwei Monate, bis Christian IV. sie von dort verbannte. Teting ging daraufhin nach Hamburg, wo er als Arzt praktizierte.
Der Lübecker Superintendent Nikolaus Hunnius nahm 1634 die alten Dispute mit Teting wieder auf. Dieser versuchte, sich zu verteidigen und löste somit Konflikte mit Hamburger Geistlichen aus. 1635 oder 1636 musste er die Stadt aus diesem Grund verlassen. Da Anna Ovena Hoyer Teting 1642 als „selig“ bezeichnete, ist davon auszugehen, dass er kurz nach seiner Ausreise aus Hamburg an einem unbekannten Ort starb.

## Theologische Ansichten
Teting zeigte sich mittelbar oder unmittelbar insbesondere von Caspar Schwenckfeld und Valetin Weigel beeinflusst. Vermutlich aufgrund seiner Verbindungen zu den Naturspekulationen des Paracelsus hatten er und seine Mitstreiter den Beinamen „Rosenkreuzer“. Im Gegensatz zur orthodoxen Luthertum glaubte er insbesondere an das „himmlische Fleisch Christi“ und dessen Auferstehung im Herzen der Gläubigen. Die Heilige Schrift legte er spiritualistisch aus.
Seine Gegner unterstellten Teting aus polemischen Gründen, Thomas Münzer und den Wiedertäufern zu folgen. Entsprechende Thesen sind in seinen Schriften jedoch nicht zu finden. Er sprach sich gegen weltliche Mittel wie Eid, Krieg oder Zinsnahme aus und ging gegen ein formal erstarrtes Christentum vor. In seinen Schriften verteidigte er sich nahezu immer selbst und versuchte, zu belegen, dass seine Ansichten mit der korrekten Bibelauslegung korrespondierten. Er schrieb meist nur zu Fragen der Lehre und wich wenig vor seinen Kritikern zurück. Damit war er trotzdem in der Lage, die herkömmliche soziale Ordnung zu stören.

## Werke
- Ein kurtze Sermon Vom Reiche Gottes / Dediciert und offeriert hiermit Allen Brüdern in Christo/ zum Zeugnisse/ Ihr ... Bruder in Christo. N. T. H. [S. l.] 1625
- Abgetrungene Kurtze/ jedoch gründliche/ und mit H. Schrifft und Lutheri, Philippi Melanthonis, Pomerani, Brentii und anderer Authentisirten Lutherischen Theologen schrifften mehr Wohlbewehrte Verantwortung/ Nicolai Tetings/ Auff Deß zu Lübeck/ Hamburg und Lüneburg Predigampts ohnlengst im Trucke außgegangenem Buche/ unter dem Titul: Außführlicher Bericht von der newen Propheten (die sich Erleuchtete/ Gottesgelahrte und Theosophos nennen) Religion : Allen und jeden zur nachrichtung und erkändtniß der Warheit ... [S.l.] 1635